# Rafai Emil
Rafai Emil (Székelykeresztúr, 1971. október 24.–). erdélyi magyar politikus, 2008-tól 2020-ig Székelykeresztúr RMDSZ-es polgármestere.

## Tanulmányai
1986 és 1990 között az Orbán Balázs Elméleti Líceumban tanult Székelykeresztúron, az érettségi vizsgát követően 1990-től 1995-ig volt a Műszaki Egyetem Számítástechnikai Karának hallgatója Kolozsváron. 1995 és 2000 között a Babeș–Bolyai Tudományegyetem Közgazdasági Karán, bank és tőzsde szakon végzett tanulmányokat Kolozsvárott. 2000-ben a bukaresti Közigazgatási Folytonos Fejlesztési és képzési központ tanfolyamán szerzett manager-i diplomát, majd a Romániai Könyvvizsgálók Társaságánál (Corpul Expertilor si Contabililor Autorizati din Romania - CECAR) expert minősítést.

## Munkatapasztalat
Főállásban 1996 júliusa és 2000 júniusa között számítástechnikai mérnök volt a székelykeresztúri Acélmű Rt.–nél, 1998-tól pedig irodavezetőként dolgozott a számítástechnikai szakosztályon, 2000 júniusa és 2008 májusa között az Acatel Rt. székelykeresztúri közüzem adminisztrátori csapatának volt a tagja, valamint ugyanitt a gazdasági igazgatót tisztet is betöltötte.
Másodállásban 2000 júniusa és 2008 májusa között bedolgozó rendszergazdaként működött a székelykeresztúri Acélmű Rt.–nél, 1997-től 2001-ig bedolgozó volt a székelykeresztúri Orbán Balázs Líceumnál informatika tanárként a XI-XII. osztályokban, valamint a posztliceális könyvelőségi szakon számítógépes könyvelési tantárgyat tanította. 1997-től 2001-ig bedolgozóként munkálkodott a Domus szervezetnél, mint számítógép-kezelői tanfolyamot tartó tanár, 1997 és 2008 között pedig több székelykeresztúri és környékbeli magáncég könyvelője volt.

## Politikai tevékenység
- 2004-2008: Az RMDSZ székelykeresztúri szervezetének az alelnöke
- 2004-2008: Helyi Önkormányzati képviselő RMDSZ színekben a Gazdasági szakbizottság elnöke
- 2007: SZKT tag Udvarhelyszék képviseletében
- 2008-tól 2020-ig Székelykeresztúr RMDSZ-es polgármestere

## Család
- Nős, négy gyermek édesapja.

## További információ
- Ki indul a polgármesteri székért a Hargita megyei városokban? (transindex.ro, 2012. március 29.) Archiválva 2013. március 13-i dátummal a Wayback Machine-ben (magyarul)